# 29 Korpus Pancerny (ZSRR)
29 Znamienski Korpus Pancerny odznaczony Orderem Lenina, Czerwonego Sztandaru i Suyworowa (ros. 29-й танковый Знаменский ордена Ленина Краснознамённый ордена Суворова корпус) – jednostka pancerna Armii Czerwonej z okresu II wojny światowej.
29 Korpus Pancerny (29 KPanc.) sformowany został rozkazem z 22 lutego 1943. Stanowił odwód Naczelnego Dowództwa Armii Czerwonej.
Po dotarciu na ziemie polskie uczestniczył  m.in. w walkach w rejonie Działdowa i Mławy, gdzie zdobył 48 parowozów, ponad 200 samochodów i 15 składów wojskowych. 
W związku z tym, że po wkroczeniu do Prus Wschodnich zdarzały się przypadki pijaństwa oraz zatrucia alkoholem metylowym gen. Ksenofont Małachow, dowódca 29 KPanc wydał 27 stycznia 1945 roku rozkaz piętnujący nadużywanie alkoholu i kary za przestępstwa wojenne.
Szlak bojowy 29 KPanc. prowadził z rejonu Biełgorodu przez: Charków, Mińsk, Wilno, Pułtusk, Elbląg i Gdańsk, a zakończył się w rejonie Freienwalde.

## Dowództwo korpusu
Dowódcy: 
- gen. mjr Fiodor Anikuszkin (18.02.1943 - 14.04.1943),
- płk Jewgienij Fominych (14.04.1943 - 26.04.1943),
- gen. mjr Iwan Kiriczenko[2] (21.03.1943 - 30.09.1943),
- płk Jewgienij Fominych (30.09.1943 - 08.10.1943),
- gen. mjr Iwan Kiriczenko (08.10.1943 - 00.04.1944),
- gen. mjr Jewgienij Fominych[6] (19.04.1944 - 13.08.1944),
- gen. mjr Ksenofont Małachow (13.08.1944 - 00.06.1945)[1].

Szefowie sztabu:
- płk Jewgienij Fominych (21.03.1943 - 19.04.1944)
- płk Iwan Lateczkij (20.04.1944 - 29.09.1944),
- płk Konstantin Worobiew (25.09.1944 - 24.10.1944),
- płk Władimir Smirnow (24.10.1944 - 00.06.1945)[1].

## Struktura organizacyjna
- 25 Brygada Pancerna,
- 31 Brygada Pancerna,
- 32 Brygada Pancerna,
- 53 Brygada Piechoty Zmotoryzowanej[1].